# Новозеландская летучая мышь
Новозеландская летучая мышь, или новозеландский футлярокрыл (лат. Mystacina tuberculata), — вид млекопитающих из отряда рукокрылых, единственный современный в семействе новозеландских летучих мышей (Mystacinidae). Обитает в Новой Зеландии и на острове Стюарт. Второй вид рода, Mystacina robusta, предположительно вымер в 1960-х годах.

## Внешний облик
Это единственные летучие мыши, которые ведут преимущественно наземный образ жизни. Их кожистые летательные перепонки вдоль боков тела и конечностей образуют глубокие складки, в которые сложенные крылья укладываются, как в футляры.
Размеры средние: длина тела 6—8 см, масса 12—35 г. Хвост короткий, длиной около 1,7 см; как у мешкокрылых летучих мышей, он выходит из верхней поверхности межбедренной перепонки и частично свободен. Межбедренная перепонка толстая и у основания хвоста складчатая. Морда вытянутая, на её конце располагается небольшая подушка, на которой открываются ноздри. Ноздри узкие, вертикальные; носовая подушка покрыта жёсткими короткими вибриссами. Уши довольно длинные, заострённые; они широко расставлены и не соединяются между собой. Козелок узкий и заострённый. Крылья широкие, жёсткие. Задние конечности довольно короткие, с широкими подошвами, покрытыми утолщённой кожей. Когти на задних конечностях и на большом пальце крыла длинные, острые, сильно загнутые, с зубцом на вогнутой стороне. Волосяной покров самый густой среди летучих мышей, бархатистый, похожий скорее на мех кротов и землероек. Окрас спины серовато-коричневый или бурый с серым налётом; брюшко светлее. Зубов 28.

## Образ жизни
Населяют лесные районы Новой Зеландии и некоторых соседних островов. Днюют обычно в дуплах деревьев, небольших пещерах, скальных трещинах. Также способны с помощью зубов выкапывать в земле неглубокие норы и расширять дупла деревьев. Иногда занимают норы морских птиц. Образуют колонии до нескольких сотен особей. Активны в сумерках и ночью. Пищу, в отличие от остальных летучих мышей, отыскивают преимущественно на ветках деревьев и на земле, по которой прекрасно бегают, опираясь на свёрнутые крылья. Хорошо лазают. Широкие жёсткие крылья позволяют им взлетать с поверхности земли. В поисках пищи часто зарываются в опад и перегной. Питаются в основном наземными беспозвоночными (насекомыми, пауками, многоножками, дождевыми червями), также поедают плоды, нектар и пыльцу. Не брезгуют падалью. На юге ареала, а также в горах, при похолодании могут впадать в оцепенение, но спячка не наблюдается. Спаривание, видимо, происходит осенью, в марте-мае. Из-за латентного периода беременности детёныш рождается в декабре-январе.

## Статус популяции
В ископаемом состоянии футлярокрыл неизвестен. Предположительно, виды рода Mystacina попали в Новую Зеландию из Южной Америки миллионы лет назад, и здесь в отсутствии хищников приспособились к наземному образу жизни. Вымирание футлярокрылов и иных представителей эндемичной фауны началось около 1000 лет назад, когда на Новую Зеландию вместе с людьми попали первые хищники — полинезийские крысы (Rattus exulans). Ко времени появления на Новой Зеландии европейских переселенцев в начале XIX веке прежний ареал футлярокрылов сократился на 98 %. Более крупная и неуклюжая Mystacina robusta выжила только на двух небольших островках, свободных от крыс (Big South Cape Is. и Solomon Is.). Однако в 1962 году сюда были случайно завезены чёрные крысы, и к 1965 году вид Mystacina robusta окончательно исчез.
Ареал Mystacina tuberculata, когда-то сплошной, в настоящее время состоит из не связанных друг с другом фрагментов, преимущественно на Северном острове. Футлярокрылы сильно страдают от завезённых млекопитающих (серых и чёрных крыс, мелких куньих, одичавших кошек) и сведения равнинных лесов. Другую опасность представляет использование отравленных приманок, которые используются для истребления другого завезённого млекопитающего — австралийского лисьего кузу (Trichosurus vulpecula), являющегося сельскохозяйственным вредителем.